# Kroboth Allwetterroller

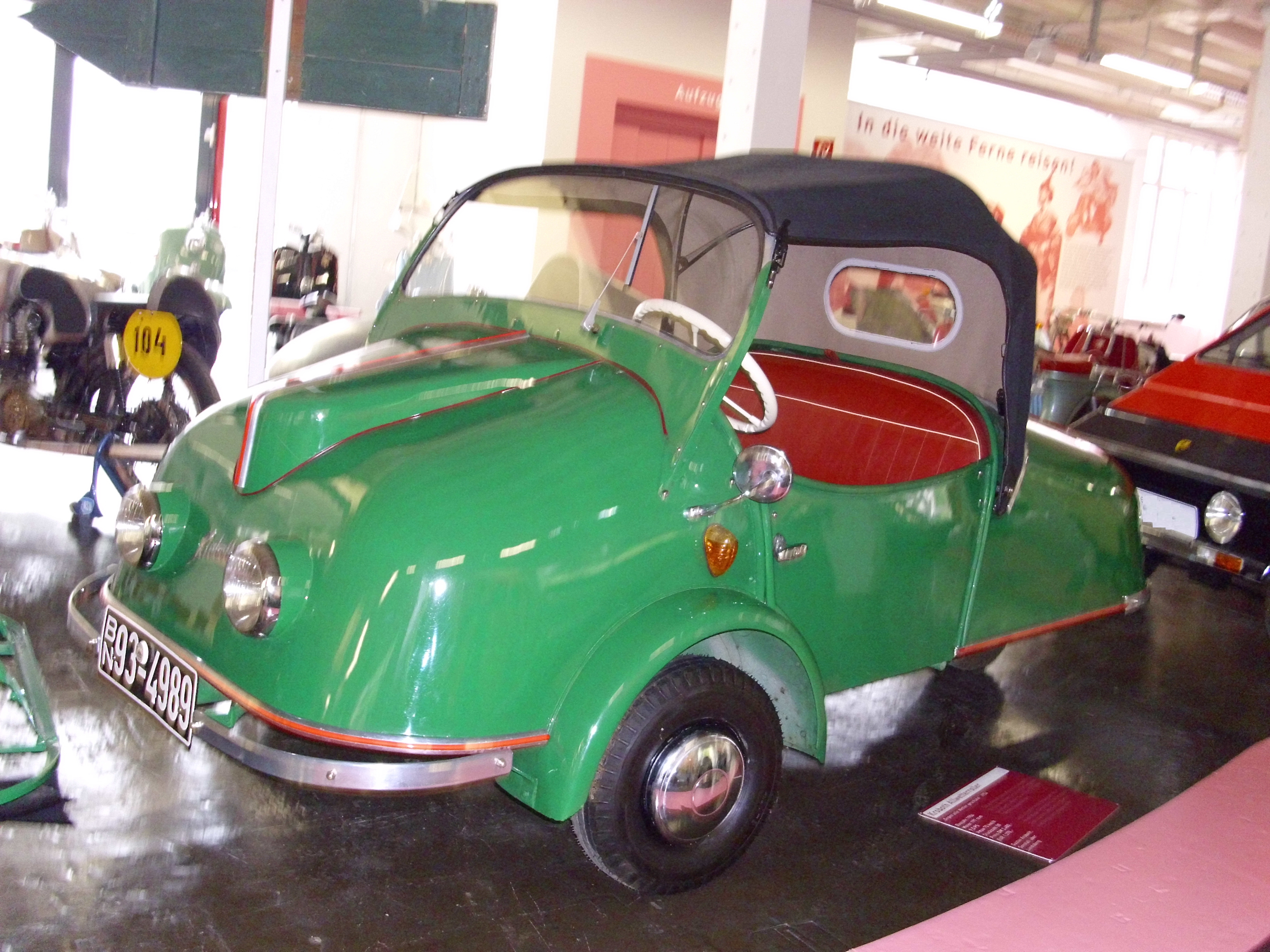
Kroboth Allwetterroller von 1954

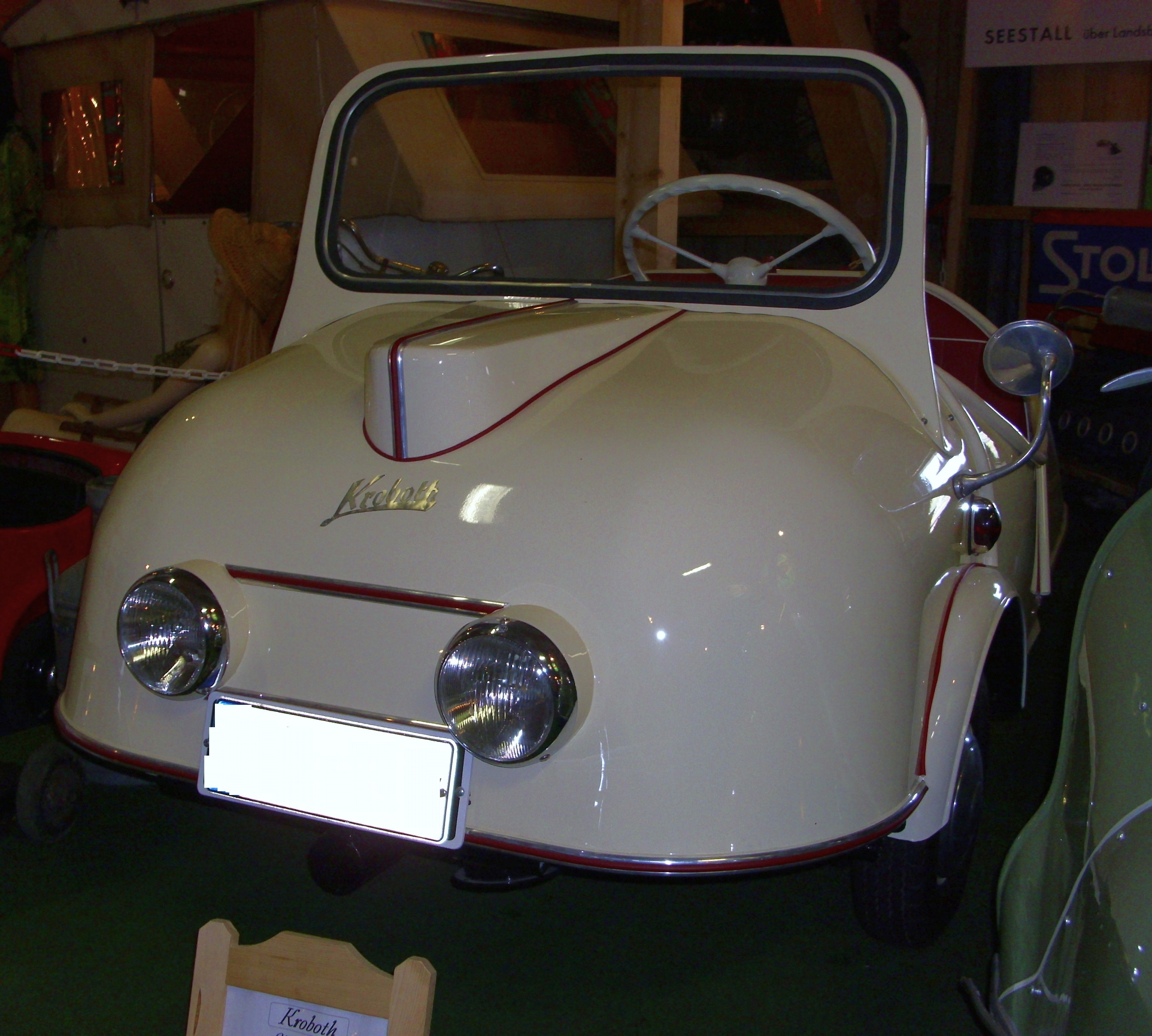
Kroboth Allwetterroller von 1954

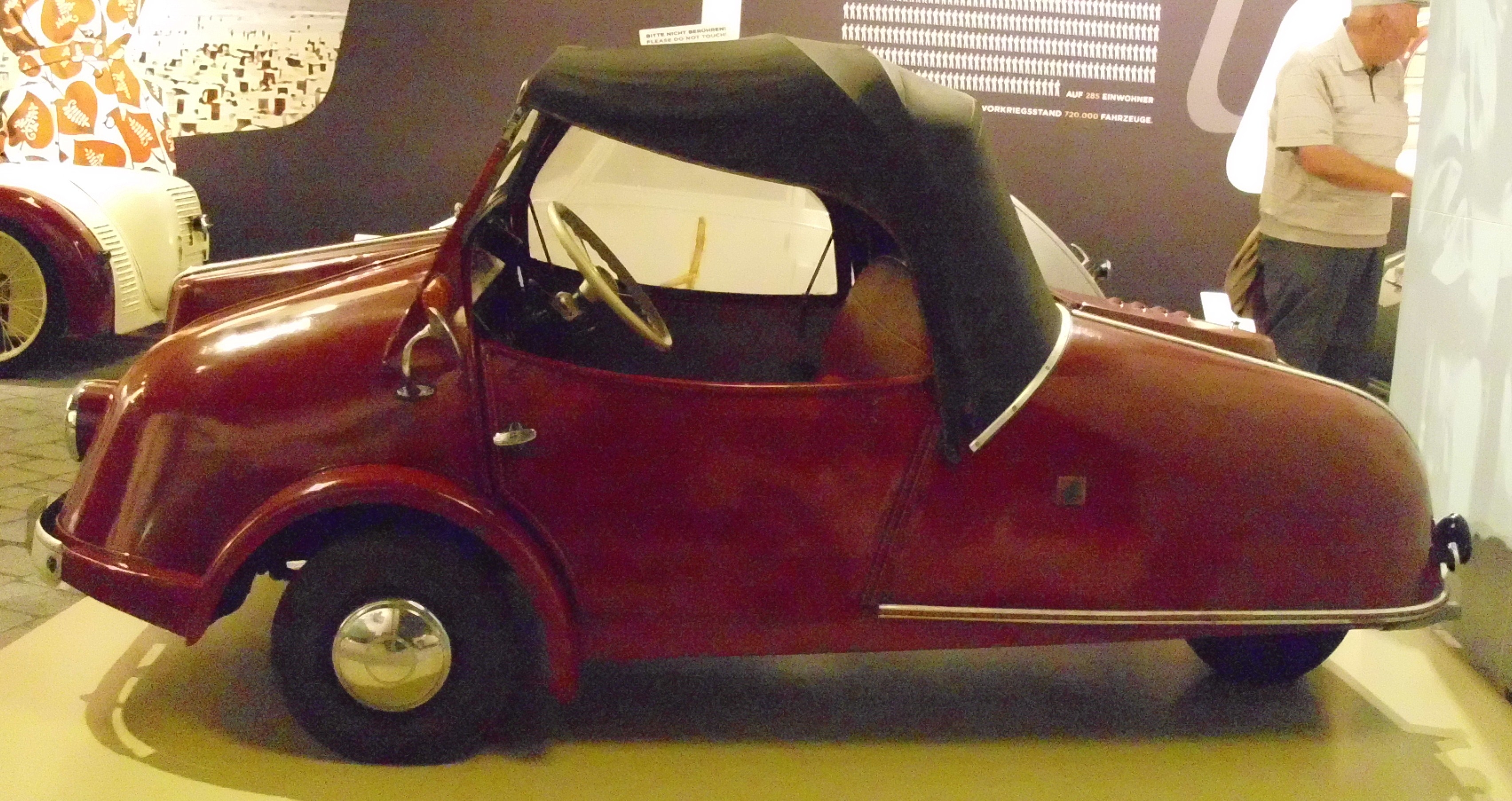
Kroboth Allwetterroller von 1955

Der Kroboth Allwetterroller war ein ab 1954 produziertes dreirädriges Rollermobil.

## Beschreibung
Das Unternehmen Fahrzeug- und Maschinenbau Gustav Kroboth stellte zunächst Motorroller her. Als die Nachfrage nach Rollern zurückging, kam 1954 ein dreirädriges Rollermobil, der Kroboth-Allwetterroller, auf den Markt.
Das Dreirad hatte zwei Räder vorne mit 1150 mm Spurweite, ein Rad hinten und war ein offener Zweisitzer mit Verdeck und Einsteckfenstern; deshalb wurde es auch „Allwetter-Roller“ genannt. Die Karosserie hatte einen Zentralrohrrahmen mit Querblattfedern vorne und hinten Blattfedern in Längsrichtung. Der Heckmotor mit 175 cm³ von Fichtel & Sachs war ein luftgekühlter Zweitakter mit einem Zylinder und neun PS, wahlweise konnte auch ein 197 cm³-Motor der ILO-Motorenwerke mit Gebläsekühlung und 9,5 PS eingebaut werden. Das Dreiganggetriebe mit Rückwärtsgang hatte seinen Schalthebel am Lenkrad, die Lenkung war als Schneckenlenkung ausgeführt. Mechanisch betätigt wurden die Bremsen, der Bremstrommeldurchmesser betrug 150 mm. Die 1140 mm breite Sitzbank war für zwei Erwachsene und ein Kind vorgesehen. Als Sonderausstattung war auch ein elektrischer Anlasser erhältlich sowie eine Warmluftheizung. Die Höchstgeschwindigkeit wurde je nach Motor mit 75 oder 80 km/h angegeben, die Leermasse mit 250 kg (mit ILO-Motor). In der Bauzeit von zwei Jahren wurden etwas über 50 Stück gebaut. Die Karosserie wurde "in Grün mit Metalleffekt" geliefert.
1955 wurde er auch in der Schweiz für 3450 Franken angeboten.
Kroboth errang mit diesem Fahrzeug bei der 2. Lechtaler Berge- und Seenfahrt eine Medaille und er hat auch an Bergrennen teilgenommen.

## Heutiger Bestand
Ein rotes Fahrzeug von 1955 aus dem Bestand des Automuseum Störy ist im PS-Speicher in Einbeck ausgestellt. Ein weißes Fahrzeug von 1954 befindet sich in Grafs Oldtimertenne in Vilgertshofen. Die Auto & Uhrenwelt Schramberg in Schramberg besitzt ein grünes Fahrzeug von 1954 sowie ein Fahrgestell.